# Iambia nigella
Iambia nigella är en fjärilsart som beskrevs av George Francis Hampson 1918. Iambia nigella ingår i släktet Iambia och familjen nattflyn. Inga underarter finns listade i Catalogue of Life.